# Nisswa
Nisswa és una població dels Estats Units a l'estat de Minnesota. Segons el cens del 2000 tenia 1.953 habitants.

## Demografia
Segons el cens del 2000, Nisswa tenia 1.953 habitants, 819 habitatges, i 577 famílies. La densitat de població era de 69,3 habitants per km².
Dels 819 habitatges en un 25,5% hi vivien nens de menys de 18 anys, en un 63% hi vivien parelles casades, en un 4,3% dones solteres, i en un 29,5% no eren unitats familiars. En el 24,3% dels habitatges hi vivien persones soles el 10,9% de les quals corresponia a persones de 65 anys o més que vivien soles. El nombre mitjà de persones vivint en cada habitatge era de 2,37 i el nombre mitjà de persones que vivien en cada família era de 2,81.
Per edats la població es repartia de la següent manera: un 22,2% tenia menys de 18 anys, un 4,7% entre 18 i 24, un 25,9% entre 25 i 44, un 29,4% de 45 a 60 i un 17,8% 65 anys o més.
L'edat mediana era de 43 anys. Per cada 100 dones de 18 o més anys hi havia 100,3 homes.
La renda mediana per habitatge era de 48.306 $ i la renda mediana per família de 54.931 $. Els homes tenien una renda mediana de 37.772 $ mentre que les dones 29.412 $. La renda per capita de la població era de 26.265 $. Entorn del 2,7% de les famílies i el 4,9% de la població estaven per davall del llindar de pobresa.

## Poblacions més properes
El següent diagrama mostra les poblacions més properes.